# 哈珀 (愛荷華州)
哈珀（英語：Harper）是一個位於美國愛荷華州基奧卡克縣的城市。

## 地理
哈珀的座標為41°21′45″N 92°03′04″W / 41.36250°N 92.05111°W，而該地的平均海拔高度為246米（即807英尺）。

## 人口
根據2010年美國人口普查的數據，哈珀的面積為0.23平方千米，當中陸地面積為0.23平方千米，而水域面積為0.00平方千米。當地共有人口114人，而人口密度為每平方千米495人。